# Nikolaus Mohr
Nikolaus Mohr (ur. 1924, zm. ?) – zbrodniarz nazistowski, członek załogi niemieckiego obozu koncentracyjnego Mauthausen-Gusen i SS-Mann.
Obywatel rumuński narodowości niemieckiej. 11 lipca 1943 został wcielony do SS. 20 lipca 1943 skierowano go do służby w Gusen I, podobozie KL Mauthausen, gdzie pozostał do wyzwolenia obozu. Był tu strażnikiem odpowiedzialnym za psy wartownicze.
Mohr został osądzony w procesie załogi Mauthausen-Gusen (US vs. Bernhard Fernikorn i inni) i skazany na karę 10 lat pozbawienia wolności. Jak ustalił Trybunał oskarżony pod koniec grudnia 1944 poszczuł psem więźnia, który zasnął w pracy, ciężko go okaleczając. Podobna sytuacja miała miejsce jesienią 1944, kiedy Mohr poszczuł więźnia, który nie nadążał za swoją kolumną roboczą. Znęcał się on również nad więźniami w innych sytuacjach.